# Ho Chi Minhleden

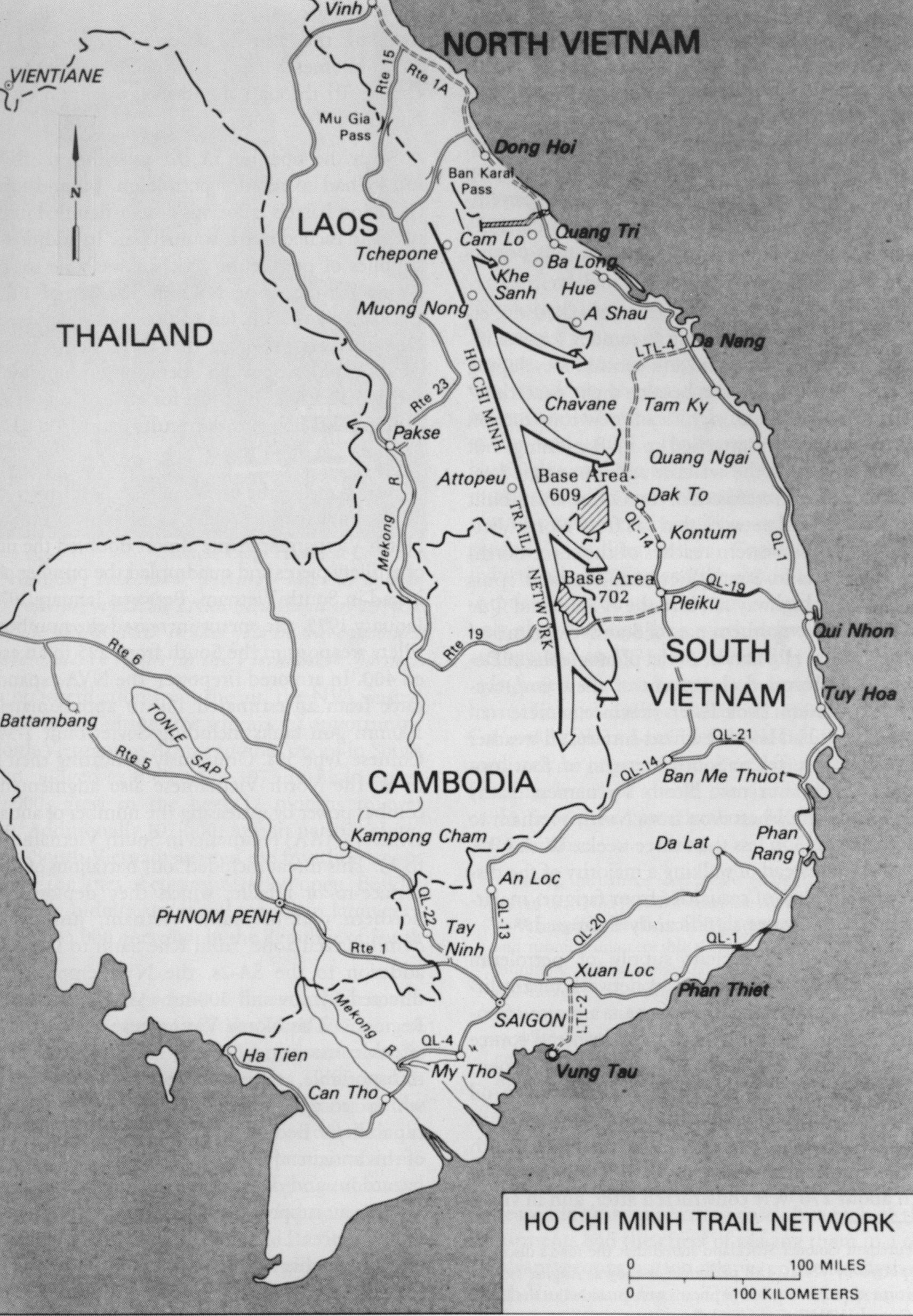
Ho Chi Minhleden.

Ho Chi Minhleden var ett transportsystem som gick från Nordvietnam till Sydvietnam genom grannländerna Laos och Kambodja. Under Vietnamkriget understödde systemet, i form av soldater och krigsmateriel, FNL (även kallade Viet Cong) och nordvietnamesiska folkarmén under deras operationer i Sydvietnam.
Leden var inte en isolerad rutt, utan istället en komplex labyrint av lastbilsvägar, fot- och cykelstigar, och flodtransportsystem. Namnet, som härstammar från den nordvietnamesiske presidenten Ho Chi Minh, är av amerikanskt ursprung. Bland vietnameser kallades den för Truong Son-vägen, efter den bergskedja i centrala Vietnam vägen gick igenom.

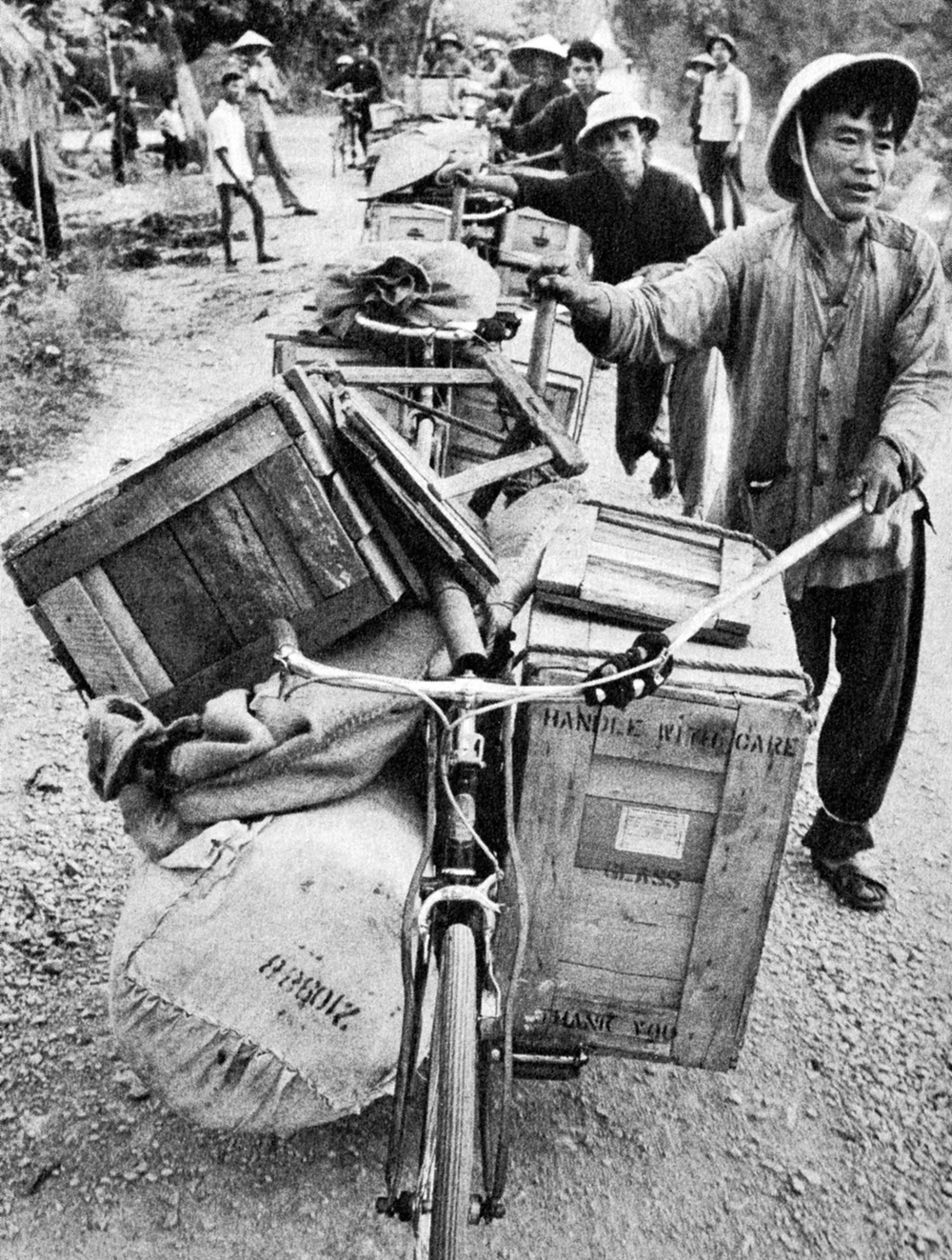
Cyklar var ett vanligt förekommande transportmedel.